# Ed Hunter
Az Ed Hunter a brit Iron Maiden 1999-ben megjelent válogatáslemeze, melyet az EMI adott ki. A válogatáson hallható dalok felcsendültek a hasonlócímű videójátékban is, melyben az együttes kabalafiguráját Eddie-t kell egy börtönből kiszabadítani. 8 szintet kell teljesíteni, melyek mindegyikének helyszínéül a korábbi Iron Maiden albumokról ismerős hely szolgál.
A válogatás 3 CD-t foglal magába, melyek közül az elsőre 14 dal, míg a másodikra 6 dal került fel. A harmadik korong a játék adatait tartalmazza. Az első két lemezen hallható 20 dal a rajongók szavazatai alapján lett kiválasztva, az amerikai kiadás pedig egy bónuszdalt is tartalmazott a Wrathchild képében, Bruce Dickinson énekével.
A kiadvány megjelenését turné is követte, mely The Ed Hunter Tour néven futott. A körút egyben Bruce Dickinson és Adrian Smith visszatérését is jelentette.

## Szintek
1. London's East End (Killers)
2. The Shady Pines Asylum (Piece of Mind)
3. The Pits of Hell (The Number of the Beast)
4. The Graveyard (Live After Death)
5. The Pharaoh's Tomb (Powerslave)
6. Blade Runner (Somewhere in Time)
7. Futureal
8. Finale

## Számlista

### CD 1
1. Iron Maiden (élő)
2. The Trooper
3. The Number of the Beast
4. Wrathchild
5. Futureal
6. Fear of the Dark
7. Be Quick or Be Dead
8. 2 Minutes To Midnight
9. Man On The Edge
10. Aces High
11. The Evil That Men Do
12. Wasted Years
13. Powerslave
14. Hallowed Be Thy Name
15. Wrathchild (1999-es verzió Bruce Dickinson-nal) – USA bónusz

### CD 2
1. Run To The Hills
2. The Clansman
3. Phantom of the Opera
4. Killers
5. Stranger in a Strange Land
6. Tailgunner